# رگ‌نگاری مخ

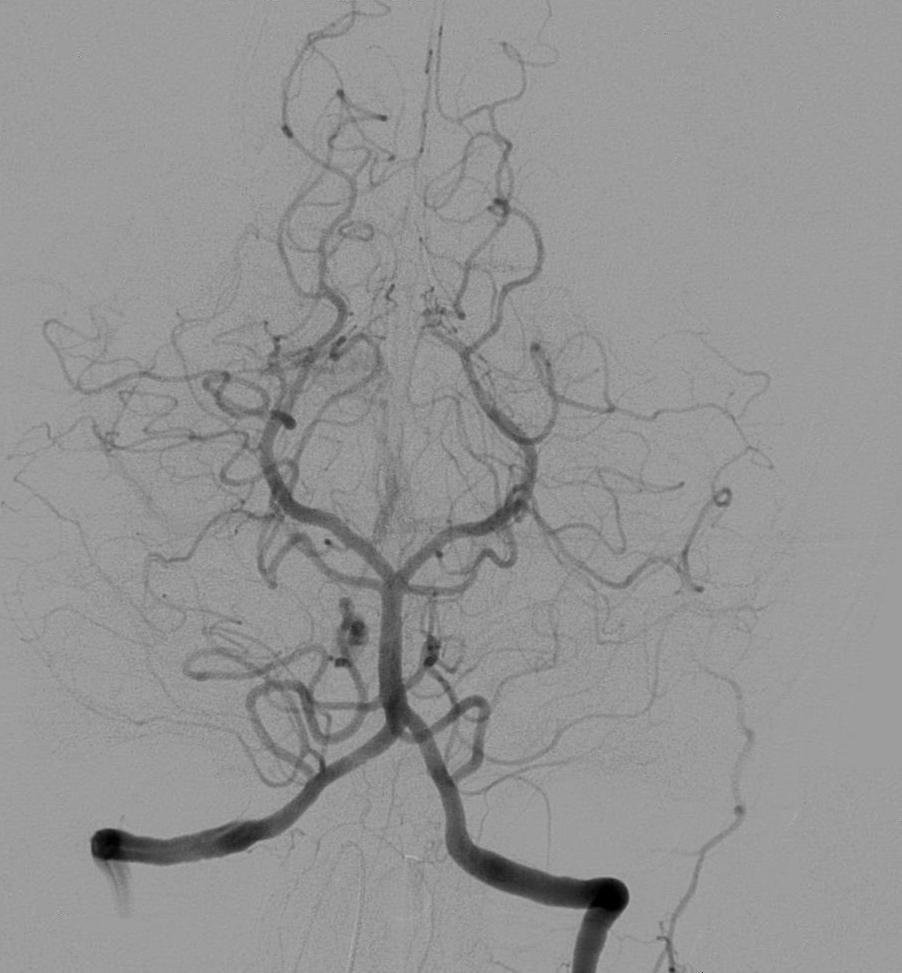
رگ‌نگاری مخ نشان دهندهٔ دید بالایی-پایینی از گردش خون در سرخرگ قاعده‌ای-سرخرگ مهره‌ای و سرخرگ مغزی پسین.

رگ‌نگاری مخ (به انگلیسی: Cerebral angiography) یا آنژیوگرافی مخ، نگاره برداری از رگهای خونی درون و اطراف مغز است که معمولاً به منظور شناسایی آنوریسم و ناهنجاری‌های سرخرگی و سیاهرگی استفاده می‌شود. رگ‌نگاری مخ در سال ۱۹۲۷ توسط ویژه گر اعصاب پرتغالی آنتونیو اگاس مونیس و در دانشگاه لیسبون ابداع شد؛ او همچنین سوسپانسیون (آویزش) ویژه ای برای استفاده در این آنژیوگرافی را نیز ابداع کرد که توروتراست نام داشت و حاوی ماده حاجب دی‌اکسید توریم بود.
رگنگاری مخ شامل وارد کردن کاتتری به یک سرخرگ بزرگ مانند سرخرگ رانی است که در ادامه به درون سرخرگ کاروتید مشترک هدایت می‌شود که همزمان با آن در این محل نیز ماده حاجبی تزریق می‌شود. به هنگامی که ماده حاجب در سرخرگ‌های مغز پخش می‌گردد تعدادی پرتونگاری انجام می‌گردد و سپس تعدادی پرتونگاری دیگر نیز با پخش شدن ماده حاجب در سیاهرگ‌های مغز انجام می‌گردد.
در برخی شرایط، استفاده از رگ‌نگاری مخ مؤثر تر از روش‌های کمتر تهاجمی، مانند آنژیوگرافی تشدید مغناطیسی و سی‌تی آنژیوگرافی می‌باشد.
همچنین استفاده از رگ‌نگاری مخ امکان درمان فوری را نیز فراهم می‌کند. برای مثال، پس از شناسایی آنوریسم، می‌توان از کاتتری که به منظور رگ‌نگاری کارگذاشته شده استفاده نمود و سیم‌های فلزی ویژه ای را از درون آن به ناحیهٔ آنوریسم رساند که پس از مدتی طولانی منجر به رشد بافت همبند در منطقه و تقویت دیوارهٔ رگی می‌گردد.
در برخی حوزه‌های قضایی استفاده از رگ‌نگاری مخ برای تأیید مرگ مغزی اجباری می‌باشد.